# 书房中的圣热罗尼莫 (1521年)
《书房中的圣热罗尼莫》是德国文艺复兴艺术大师阿尔布雷希特·丢勒的一幅板面油画，绘制于 1521 年 3 月。现藏于葡萄牙里斯本的國立古代美術館。尺寸为 60 x 48 厘米。

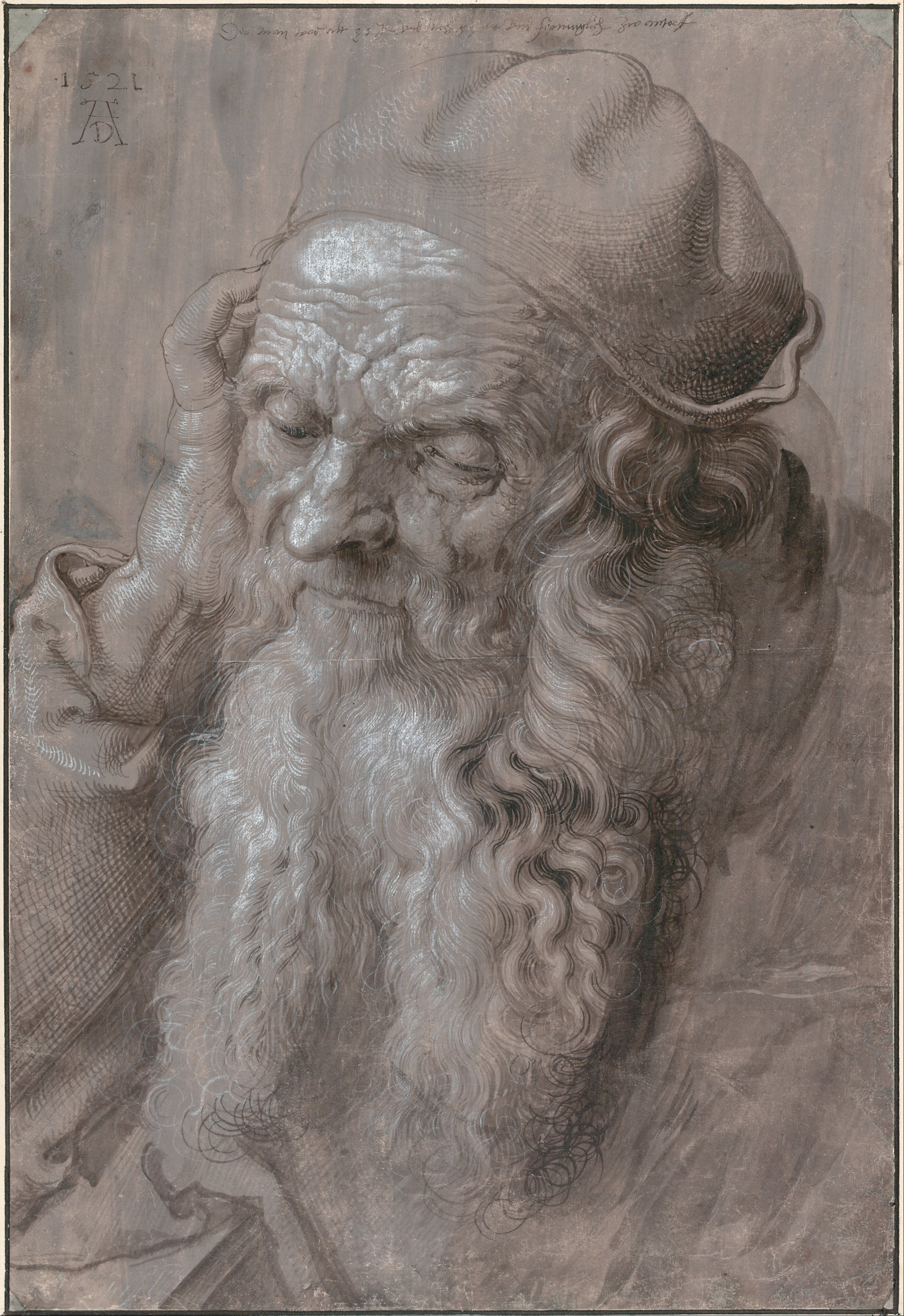
素描

这幅画绘制于1520–1521的荷兰 。